# IMAnimation
- テレビ朝日 > テレビ朝日番組一覧 > テレビ朝日系アニメ > テレビ朝日の深夜アニメ枠 > IMAnimation
- アニメーション > テレビアニメ > テレビ朝日系アニメ > テレビ朝日の深夜アニメ枠 > IMAnimation
- テレビ番組 > 深夜番組 > 深夜アニメ > IMAnimation

『IMAnimation』（イマニメーション）は、テレビ朝日が制作し、同系列各局（クロスネット局を除く）で2024年10月6日から放送されている深夜アニメ番組の放送枠レーベル。
本項では、2025年4月から放送されている『IMAnimation W』（イマニメーションダブル）についても述べる。

## 概要
2024年6月24日にテレビ朝日本社内で行われた「テレビ朝日アニメラインアップ発表会」内で本枠の設置が発表された。
本枠開始以前からテレビ朝日製作の深夜アニメ枠として『NUMAnimation』が存在しており、同枠で第1期が放送され第2期が本枠で放送される『ブルーロック』や同枠で第2期まで放送された『僕の心のヤバイやつ』がヒットしたことを受け、さらなる新領域開拓の一環としてアニメ枠を増設する計画があることが本枠の正式発表に先立ってテレビ朝日の決算資料にて明かされている。本枠の新設により、全5系列の民放ネットワークにて23時台にアニメ枠が編成されることとなった。
本枠発表直前に既存の『NUMAnimation』枠の公式XとYouTubeが『tv asahi animation』に変更され、本枠も『tv asahi animation』レーベルに内包される。なお、同レーベルは『ドラえもん』や『クレヨンしんちゃん』を含むテレビ朝日のアニメ番組を総括するものとなる。
枠名は「“今（イマ）見たい!・今（イマ）見るべき”“イマジネーション豊かな”作品」というコンセプトを反映したものである。
冒頭ジングルはイラストレーターの杉87がイラスト、テレビ朝日アナウンサーの鈴木新彩が音声を担当しているが、作品によっては背景・音声共に作品仕様のものとなっている。
2024年12月17日に、翌4月よりバラエティ番組枠『スーパーバラバラ大作戦』の時間帯であった水曜 23:45 - 翌0:15枠に『IMAnimation W』枠の新設が発表された。「W」は放送曜日である水曜日（Wednesday）と「IMAnimationの第二弾」を意味する。前番組『くりぃむナンタラ』同様、『かまいガチ』からCMを挟まずに本編が開始する編成が取られている。なお、同時間帯に『ナイトinナイト』枠を編成する朝日放送テレビのみ、木曜1時3分 - 1時33分（水曜深夜）の遅れネットとなる。

## 作品一覧
ジングル：● - 作品仕様のものを使用、○ - 通常仕様のものを使用、× - 使用せず（本編冒頭の画面右下に枠名ロゴを表示）
|   | 作品名                                                               | 放送期間                 | 話数 | 共同製作局・ 製作子会社 | アニメーション制作            | ジングル | 備考 |
| - | -------------------------------------------------------------------- | ------------------------ | ---- | ----------------------- | ----------------------------- | -------- | --- |
| 1 | ブルーロック VS. U-20 JAPAN                                          | 2024年10月6日 - 12月28日 | 14   |                         | エイトビット                  | ●        | 第1期は2022年10月から2023年3月まで『NUMAnimation』枠にて放送された。 第1期同様、不定期でYouTube配信用のミニアニメ『ブルーロック あでぃしょなる・たいむ！』が本編後に放送される。 最終回（第37話・第38話）は30分繰り上げの上2話連続放送。 |
| 2 | ババンババンバンバンパイア                                           | 2025年1月11日 - 3月29日  | 12   | BS朝日                  | GAINA                         | ●        | |
| 3 | 片田舎のおっさん、剣聖になる（第1期）                                | 2025年4月5日 - 6月22日   | 12   | BS朝日                  | パッショーネ ハヤブサフィルム | ●        | |
| 4 | フェルマーの料理                                                     | 2025年7月5日 -           | 12   | スカパー・ピクチャーズ  | ドメリカ                      | ●        | 番組連動データ放送を実施。 8月2日は2025年世界水泳選手権中継のため放送休止。 |
| 5 | 味方が弱すぎて補助魔法に徹していた宮廷魔法師、追放されて最強を目指す | 2025年10月 - （予定）    |      |                         | 月虹                          |          | |
| 6 | デッドアカウント                                                     | 2026年1月 - （予定）     |      |                         | SynergySP                     |          | |
| 7 | あかね噺                                                             | 2026年（予定）           |      |                         | ゼクシズ                      |          | |

|   | 作品名                                   | 放送期間               | 話数 | 共同製作局・ 製作子会社 | アニメーション制作                    | ジングル | 備考                                                                                  |
| - | ---------------------------------------- | ---------------------- | ---- | ----------------------- | ------------------------------------- | -------- | ------------------------------------------------------------------------------------- |
| 1 | ユア・フォルマ                           | 2025年4月2日 - 6月25日 | 13   |                         | ジェノスタジオ                        | ×        |                                                                                       |
| 2 | 地獄先生ぬ～べ～ （2025年版・第1クール） | 2025年7月2日 -         |      |                         | スタジオKAI                           | ○        | 初回は30分繰り上げの上2話連続放送。 7月30日は2025年世界水泳選手権中継のため放送休止。 |
| 3 | ワンダンス                               | 2025年10月 - （予定）  |      |                         | マッドハウス サイクロングラフィックス |          |                                                                                       |

## 放送局

### 地上波
| 放送期間        | 放送時間               | 放送局                                        | 対象地域 | 備考     |
| --------------- | ---------------------- | --------------------------------------------- | -------- | -------- |
| 2024年10月6日 - | 土曜 23:30 - 日曜 0:00 | テレビ朝日（製作局） ほか系列フルネット全24局 | 日本国内 | 字幕放送 |

| 放送期間       | 放送時間                     | 放送局                                      | 対象地域   | 備考                        |
| -------------- | ---------------------------- | ------------------------------------------- | ---------- | --------------------------- |
| 2025年4月2日 - | 水曜 23:45 - 木曜 0:15       | テレビ朝日（製作局） ほか系列フルネット23局 | 日本国内   | 字幕放送 / 連動データ放送   |
| 2025年4月3日 - | 木曜 1:03 - 1:33（水曜深夜） | 朝日放送テレビ                              | 近畿広域圏 | 字幕放送 / 連動データ放送 / |

### BS/CS放送
製作に参加している作品は太字で記載する。各放送局での放送期間や放送時間については、各作品の項目を参照。